# Wilhelm Keitel
Wilhelm Bodewin Johann Gustav Keitel (Helmscherode, 22 september 1882 – Neurenberg, 16 oktober 1946) was een Duits generaal-veldmaarschalk. Als hoofd van het Oberkommando der Wehrmacht (Opperbevel van de Strijdkrachten) en de facto oorlogsminister onder Adolf Hitler, was hij een van de belangrijkste militaire leiders van de Tweede Wereldoorlog. Bij de Processen van Neurenberg werd hij berecht, ter dood veroordeeld en opgehangen als oorlogsmisdadiger.

## Biografie
Keitel werd ten tijde van het Duitse Keizerrijk geboren. In de Eerste Wereldoorlog diende hij als stafofficier. Die functie had hij ook na 1918 bij de Duitse Landmacht (Reichswehr). Na de val van von Blomberg en von Fritsch in februari 1938 werd Keitel benoemd tot chef van het Opperbevel van de Strijdkrachten (veldmaarschalk), een gelijkwaardige functie als minister van Oorlog. Door deze benoeming werd hij Hitlers militaire raadgever en verbindingsofficier tussen Hitler en het Duitse opperbevel. Hij nam ook deel aan de belangrijke militaire besprekingen en het was Keitel die in 1940 de voorwaarden voor de wapenstilstand aan de Fransen voorschreef.
In zijn opdracht werd de speciale Nacht und Nebel-klasse van politieke gevangenen ingesteld. Na de aanval op de Sovjet-Unie (1941) ondertekende hij persoonlijk de bevelen voor het veroverde Russische gebied binnentrekkende Sonderkommandos die, naast alle joden, ook alle plaatselijke sovjet-communistische partijleiders en -functionarissen moesten oppakken en vervolgens 'neutraliseren'; het zogenaamde Kommissarbefehl.

Keitel tekent op 8 mei 1945 de capitulatie van Duitsland

Door zijn onvoorwaardelijke trouw aan Hitler en volgzaamheid werd hij steeds meer veracht door zijn collega-generaals. Keitel kreeg van hen de bijnaam Lakaitel - een samenvoeging van lakei en Keitel. Na de mislukte aanslag van Claus Schenk von Stauffenberg en andere hoge militairen op Hitler op 20 juli 1944 maakte hij deel uit van de krijgsraad tegen de verdachten van de aanslag. Toen Hitler eind april 1945 zelfmoord pleegde en Karl Dönitz hem opvolgde, tekende Keitel kort daarna de capitulatie van Duitsland.
Keitel werd in 1945 gearresteerd en werd tijdens het Proces van Neurenberg veroordeeld wegens samenzwering, het voeren van een agressieoorlog, het begaan van oorlogsmisdaden en misdaden tegen de menselijkheid. Als een der weinige aangeklaagden erkende hij in een verklaring tijdens het proces schuldig te zijn geworden, door 'niet te hebben verhinderd wat had moeten worden verhinderd'.
Op 16 oktober 1946 werd hij op 64-jarige leeftijd opgehangen. Zijn lichaam werd gecremeerd, waarna de as door de Amerikaanse luchtmacht werd uitgestrooid in de rivier de Isar.

## Militaire loopbaan
- Fähnrich: 14 oktober 1901[4][5]
- Leutnant: 18 augustus 1902[4][5]
- Oberleutnant: 18 augustus 1910[4][5]
- Hauptmann: 8 augustus 1914[4][5]
- Major: 1 juni 1923[4][5]
- Oberstleutnant: 1 februari 1929[4][5]
- Oberst: 1 oktober 1931[4][5]
- Generalmajor: 1 april 1934[4][5]
- Generalleutnant: 1 januari 1936[4][5]
- General der Artillerie: 1 augustus 1937[4][5][6]
- Generaloberst: 1 november 1938[4][5][6]
- Generalfeldmarschall: 19 juli 1940[4][5][6]

## Decoraties
Selectie:
- Ridderkruis van het IJzeren Kruis op 30 september 1939 als Generaloberst en Chef van het Oberkommando der Wehrmacht[7][5]
- Ridderkruis in de Huisorde van Hohenzollern met Zwaarden[5]
- Kruis voor Militaire Verdienste (Brunswijk), 1e Klasse met gesp "Bewährungsabzeichen" en 2e Klasse[5]
- Commandeur in de Saksisch-Ernestijnse Huisorde met Zwaarden
- Algemeen Ereteken (Hessen-Darmstadt) "moed, voor dapperheid"
- Friedrich August-Kruis, 1e Klasse met gesp "Vor Dem Feinde" en 2e Klasse[5]
- Hanseatenkruis van Hamburg en Bremen[5]
- Militaire Orde voor Dapperheid in de Oorlog, 3e Klasse met Oorlogsdecoratie
- Orde van Hendrik de Leeuw, 4e Klasse[5]
- Orde van Michaël de Dappere, 1e 2e en 3e Klasse op 14 oktober 1941[7][5]
- Gouden Ereteken van de NSDAP op 20 april 1939[7][5]
- Grootkruis in de Orde van het Vrijheidskruis (Finland) met Zwaarden op 25 maart 1942[7][5]
- Grootkruis in de Militaire Orde van Savoye[7][5]